# Navigationsskole
En navigationsskole er en skole til uddannelse af skibsofficerer samt til kystskipper, sætteskipper og skibsfører. I Danmark findes navigationsskoler i Marstal, Svendborg og Skagen. Den sidste uddanner også til fiskeriflåden. 

## Danske navigationsskoler
- Marstal Navigationsskole, Marstal
- Simac, Svendborg
- Martec Skagen, Skagen
- Bogø Navigationsskole, Bogø (1866-ca 1930'erne)